# Souterrain (film, 2020)
Pour plus de détails, voir Fiche technique et Distribution.
Souterrain est un long métrage québécois écrit et réalisé par Sophie Dupuis, sorti en 2020.
Il met en vedette Joakim Robillard, Théodore Pellerin, James Hyndman, Guillaume Cyr et Catherine Trudeau. Il est présenté en première mondiale le 20 décembre 2020 au Festival du film de Whistler (en) en Colombie-Britannique,,,,,.

## Synopsis
Maxime, un jeune minier de Val-d'Or, doit faire face à des épreuves qui remettent en question sa définition de la masculinité. Grâce à la fraternité que lui témoigne son entourage, Maxime entreprend son long voyage sur le chemin de la rédemption. Mais lorsqu'une explosion éclate sous terre, le jeune homme nouvellement diplômé du sauvetage minier, s'enfonce dans l'antre de la mine avec le ferme intention de ramener chacun de ses collègues vivants.

## Fiche technique
Source : IMDb et Films du Québec
- Titre original : Souterrain
- Réalisation et scénario : Sophie Dupuis
- Musique : Gaëtan Gravel, Patrice Dubuc
- Direction artistique : Éric Barbeau
- Costumes : Caroline Bodson (en)
- Maquillage : Sandra Ruel, Audrey Adam
- Coiffure : Nermin Grbic (en)
- Photographie : Mathieu Laverdière (en)
- Son : Frédéric Cloutier, Patrice Leblanc, Luc Boudrias
- Montage : Michel Grou
- Production : Étienne Hansez
- Société de production : Bravo Charlie
- Société de distribution : Axia Films
- Budget : 2,9 millions $ CA
- Pays de production :  Canada
- Tournage :  été 2019, à Montréal et à Val-d'Or
- Langue originale : français
- Format : couleur — numérique
- Genre : drame
- Durée : 97 minutes
- Dates de sortie :
  - Canada : 20 décembre 2020 (première mondiale au Festival du film de Whistler (en))
  - Canada : 28 avril 2021 (première québécois en ouverture des 39e Rendez-vous Québec Cinéma)[8]
  - Canada : 4 juin 2021 (sortie en salle au Québec)
  - Canada : 2 septembre 2021 (VSD)
  - Belgique : 4 octobre 2021 (Festival international du film francophone de Namur)
  - France : 8 octobre 2021 (Festival international du film de Saint-Jean-de-Luz)
  - France : 26 janvier 2022 (sortie en salle)
- Classification :
  - Québec : Visa général (Déconseillé aux jeunes enfants)[9]

## Distribution
- Joakim Robillard : Maxime Bérubé
- Théodore Pellerin : Julien
- James Hyndman : Mario, le père de Julien
- Guillaume Cyr : Stéphane
- Mickaël Gouin : Sébastien
- Catherine Trudeau : Catherine
- Jean-François Boudreau : Gaétan
- Bruno Marcil : François
- Lauren Hartley : Andrée-Anne
- Charles-Aubey Houde : Alex
- Jean L'Italien : Daniel, le père de Maxime
- Chantal Fontaine : Lise
- Sébastien Leblanc : Marc-Antoine
- Robin L'Houmeau : gérant du casse-croute
- Maxime Genois : Francis

## Inspiration
Souterrain, long métrage ayant nécessité 10 ans de travail, est inspiré du moment où la réalisatrice a rendu visite chez ses parents à Val-d'Or alors qu'elle était étudiante en cinéma à l'Université Concordia. Elle s'est rendue sur le chantier d'une mine souterraine pour la première fois de sa vie, accompagnée de son père qui y travaille. Inspirée pour un prochain film, la réalisatrice a effectué plusieurs recherches dans une douzaine de mines en Abitibi-Témiscamingue. Elle a d'ailleurs beaucoup impliqué de vrais mineurs lors de son tournage pour s'assurer de garder un certain réalisme. La réalisatrice désire mettre de l'avant l'esprit de famille et la force de la fraternité entre les mineurs, malgré le lieu de travail sombre et isolé du reste du monde. On la reconnaît pour son habitude d'ébranler les spectateurs avec ses histoires à la fois intenses et dérangeantes mais émouvantes et pleines de lumières,.

## Festivals
Le film devait être présenté en première mondiale au Festival du nouveau cinéma de Montréal le 7 octobre 2020, dans une formule adaptée, à cause de la pandémie de Covid-19,. L'événement est annulé en raison du mauvais temps. 
Le film remporte le prix de la meilleure réalisation au Festival du film de Whistler (en) en décembre 2020,.
Le 28 avril 2021, il ouvre les Rendez-vous Québec Cinéma,,.

## Distinctions

### Récompenses
- Compétition Borsos du Festival du film de Whistler (en)[20] :
  - prix de la meilleure réalisation : Sophie Dupuis
- 2021 : Prix Iris au 22è Gala Québec Cinéma[21]
  - Meilleur scénario (Sophie Dupuis),
  - Meilleur acteur de soutien pour Théodore Pellerin
  - Meilleure direction photo (Mathieu Laverdière),
  - Meilleur son (Luc Boudrias, Frédéric Cloutier, Patrice LeBlanc)

### Nominations
- Prix Écrans canadiens 2021[22],[23],[24] : 
  - meilleur film : Étienne Hansez
  - meilleure réalisation : Sophie Dupuis
  - meilleur scénario original : Sophie Dupuis
  - meilleure interprétation masculine dans un premier rôle : Joakim Robillard
- 2022 : le film fait partie des cinq finalistes de la 11e édition du Prix collégial du cinéma québécois (PCCQ), le lauréat sera choisi par des étudiants de 53 collèges et cégeps répartis à travers le Québec[25].